# Carlos de Beistegui
Carlos de Beistegui (ur. 18 lutego 1863 w Meksyku, zm. 12 stycznia 1953 w Biarritz) – meksykański kolekcjoner i mecenas sztuki pochodzenia baskijskiego.
Majątek rodziny Beistegui powstał dzięki zyskownej eksploatacji kopalń srebra w Meksyku; jego rodzice przeprowadzili się do Francji w 1876 roku. Kiedy Beistegui został przyjacielem i uczniem malarza Léona Bonnata, pod jego wpływem stał się kolekcjonerem i mecenasem sztuki. Swą kolekcję malarstwa i numizmatów przekazał później różnym francuskim instytucjom kultury, m.in. Muzeum w Luwrze.
Zbiory jego numizmatów opracował i wydał w 1934 Jean Babelon (Catalogue de collection des monnaies et médailles de M. Carlos de Beistegui).    

## Literatura
- Charlotte Chastel-Rousseau. Carlos de Beistegui, portrait d'un donateur. „Grande Galerie. Le Journal du Louvre”. 52, s. 70-77, jesień 2020. Paris.